# Тукухіло
Тукухіло (Antrostomus ridgwayi) — вид дрімлюгоподібних птахів родини дрімлюгових (Caprimulgidae). Мешкає в США, Мексиці і Центральній Америці. Вид названий на честь американського орнітолога Роберта Ріджвея

## Опис
Довжина птаха становить 21,5-24,5 см, вага 40-61 г. Голова, верхня частина тіла і хвіст бурувато-сірі, поцятковані сірими, кремовими і рудуватими плямками. На задній частині шиї яскравий охристий "комір", на горлі вузька охристо-біла смуга. Крила чорнувато-бурі, поцятковані охристими смужками. Груди коричнювато-сірі, живіт коричневий, поцяткований темно-коричневими смужками. У самців крайні стернові пера на кінці білі, у самиць охристі.

## Підвиди
Виділяють два підвиди:
- A. r. ridgwayi Nelson, 1897 — південний схід Аризони, південний захід Нью-Мексико, захід Мексики;
- A. r. troglodytes (Griscom, 1930) — центр Гватемали, Гондурасу і Нікарагуа.

## Поширення і екологія
Тукухіло мешкають в США, Мексиці, Гватемалі, Гондурасі і Нікарагуа. Північні популяції взимку мігрують на південь ареалу. Тукухіло живуть в сухих тропічних лісах, зокрема в сосново-дубових лісах, в сухих і високогірних чагарникових заростях, в каньйонах. В США вони зустрічаються на висоті від 933 до 1400 м над рівнем моря, в Мексиці на висоті до 3000 м над рівнем моря, в Гондурасі на висоті від 900 до 1650 м над рівнем моря.

## Поведінка
Тукухіло ведуть присмерковий і нічний спосіб життя, найбільш активні ввечері, у першій половині ночі та на світанку. Вдень вони ночують на землі, серед густої рослинності, зазвичай на крутому схилі. Живляться комахами, яких ловлять в польоті, злітають з гілки, розташованої на висоті до 10 м над землею. Сезон розмноження триває з квітня по червень. Відкладають яйця просто на землю. В кладці 2 яйця.

## Збереження
МСОП класифікує цей вид як такий, що не потребує особливих заходів зі збереження. За оцінками дослідників, популяція тукухіло становить 2 мільйони птахів. Популяція поступово скорочується внаслідок знищення природного середовища.